# Lanouaille
Lanouaille là một xã nằm ở Dordogne trong vùng Aquitaine của Pháp.
Lanouaille có diện tích 23,78  km², dân số năm 2005 là 988 người. Xã này nằm ở khu vực có độ cao trung bình 300 m trên mực nước biển.

## Thông tin nhân khẩu
| Năm    | 1962  | 1968  | 1975  | 1982  | 1990 | 1999 | 2005 |
| ------ | ----- | ----- | ----- | ----- | ---- | ---- | ---- |
| Dân số | 1 085 | 1 025 | 1 026 | 1 006 | 976  | 966  | 988  |